# Kaple v Nivách
Kaple v obci Nivy v okrese Karlovy Vary je barokní drobná sakrální stavba z 18. století. V roce 1998 byla prohlášena kulturní památkou.

## Historie

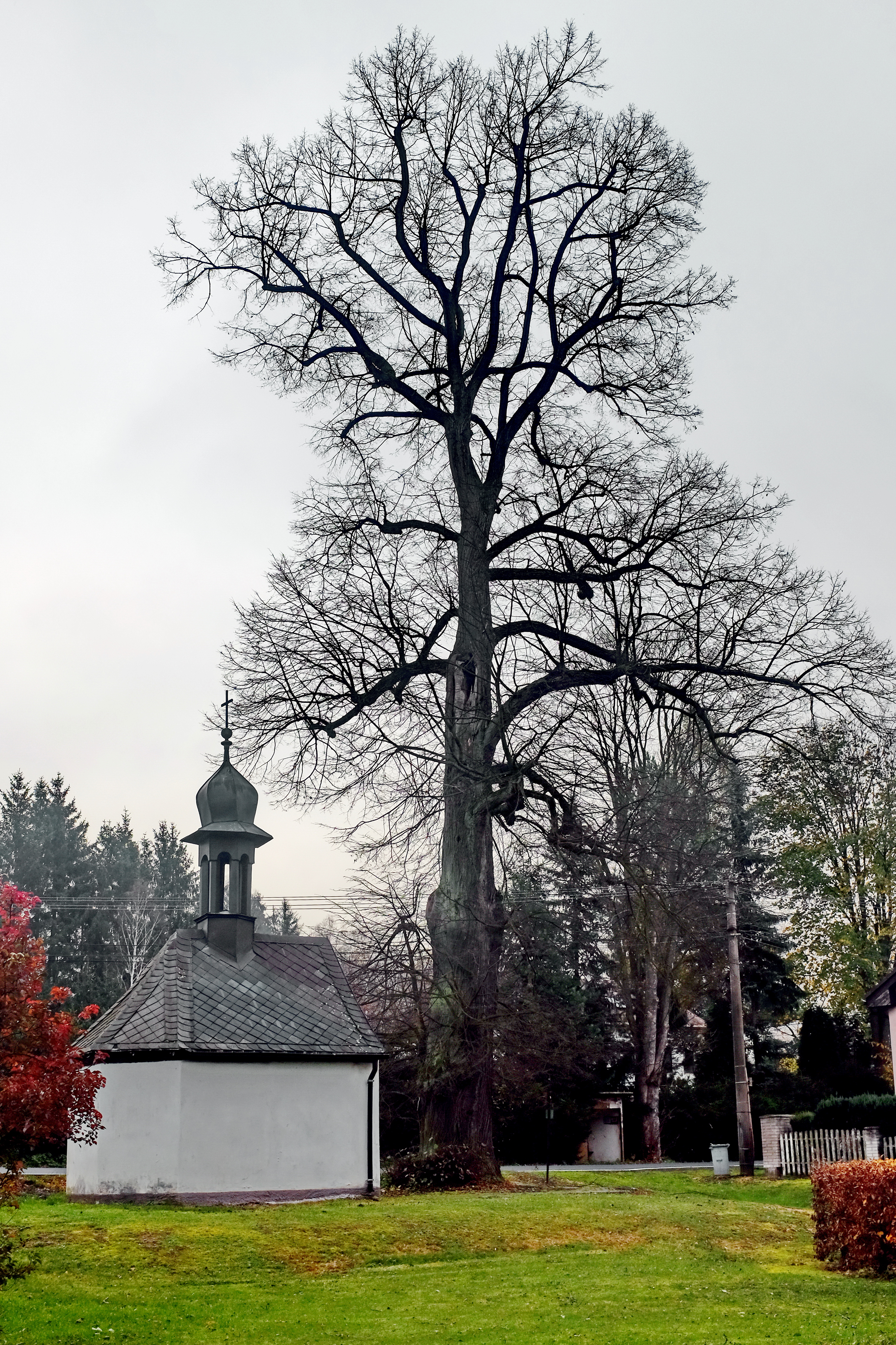
Lípa u kaple

Barokní obecní kaple byla postavena v 18. století na levém břehu Vitického potoka uprostřed obce Nivy vlevo od silnice z Otovic do Děpoltovic. V blízkosti kaple roste památný strom Lípa u kapličky.

## Popis
Kaple je samostatně stojící zděná drobná stavba postavena na půdorysu obdélníku s trojbokým závěrem. Sedlová střecha krytá břidlicí nese na hřebeni vysokou šestibokou sloupovou zvonici ukončenou barokní oplechovanou zvonovou střechou. Ve vstupním průčelí je prolomen obdélný vchod se segmentovým záklenkem. Průčelí je odděleno od trojúhelníkového štítu korunní římsou. Fasáda kaple je hladká bez oken. Vnitřní prostor kaple je zaklenut stlačenou valenou klenbou.